# Lingua dyirbal
Il dyirbal (/ˈdʒɜːrbəl/, detto anche djirubal) è una lingua australiana aborigena parlata nel nord-est del Queensland da circa 29 parlanti. Appartiene al ramo dyirbalico della famiglia delle lingue pama-nyunga. Ha molte caratteristiche di rilievo che l'hanno resa nota tra i linguisti.

## Fonologia
Rispetto alle consonanti occlusive e nasali il dyirbal prevede quattro luoghi di articolazione, due in meno che nella maggior parte delle lingue australiane aborigene: manca infatti l'opposizione fra dentali, alveolari e retroflesse tipica di queste lingue. Frequente nelle lingue australiane è invece la mancanza di distinzione fra consonanti sonore (come b, d, g etc.) e sorde (rispettivamente p, t, k e così via). L'ortografia standard fa uso dei grafemi che, in inglese, indicano le consonanti sonore. I parlanti sembrano infatti prediligerli, dal momento che la sonorità delle consonanti è più vicina a quella delle corrispondenti b, d, g inglesi che a quella delle aspirate p, t, k.
Il sistema vocalico del dyirbal è a tre vocali, come è tipico dell'Australia: /i/, /a/ e /u/. In alcuni contesti /u/ è realizzata come [o] e /a/ come [e]. L'accento cade sempre sulla prima sillaba della parola e, solitamente, sulle successive sillabe di numero dispari (ma l'ultima non è mai accentata). Di conseguenza non ci sono mai due sillabe accentate consecutive.
|               | Bilabiali | Alveolari | Retroflesse | Palatali | Velari |
| ------------- | --------- | --------- | ----------- | -------- | ------ |
| Occlusive     | p         | t         |             | c        | k      |
| Nasali        | m         | n         |             | ɲ        | ŋ      |
| Vibranti      |           | r         |             |          |        |
| Approssimanti | w         | l         | ɻ           | j        |        |

## Grammatica
Il dyirbal è noto per il suo sistema di classi nominali, quattro in totale. Alle classi si associano alcune aree semantiche:
- I - uomini, oggetti animati;
- II - donne, acqua, fuoco, violenza;
- III - frutta e verdura commestibile;
- IV - varie (è una classe residuale: comprende tutti i sostantivi che non rientrano fra le prime tre).

La seconda classe, solitamente indicata come "femminile", ha ispirato il titolo del libro di George Lakoff Women, Fire and Dangerous Things (tradotto in Donne, fuoco e cose pericolose). Alcuni linguisti tengono distinto il sistema di ripartizione in classi nominali e quello di suddivisione secondo il genere ("maschile", "femminile" e talvolta "neutro"), frequente ad esempio tra le lingue indo-europee.
Sul piano morfologico il dyirbal manifesta anche un sistema di ergatività scissa:
- i sostantivi e i pronomi di terza persona seguono l'allineamento ergativo-assolutivo e marcano il soggetto transitivo;
- i pronomi di prima e seconda persona, al contrario, seguono l'allineamento nominativo-accusativo e marcano l'oggetto transitivo.

La tabella che segue illustra schematicamente la situazione con i sostantivi yabu "madre", ŋuma "padre" e con i pronomi ŋana "noi", ɲurra "voi". La A sta per il soggetto transitivo, la S per quello intransitivo e la O per l'oggetto transitivo.
|   | yabu "madre" | ŋuma "padre" | ŋana "noi" | ɲurra "voi" |
| - | ------------ | ------------ | ---------- | ----------- |
| A | yabu-ŋgu     | ŋuma-ŋgu     | ŋana       | ɲurra       |
| S | yabu         | ŋuma         | ŋana       | ɲurra       |
| O | yabu         | ŋuma         | ŋana-na    | ɲurra-na    |

Il sistema è invece pienamente ergativo a livello sintattico.

## Tabù
Un sistema di tabù abbastanza complesso caratterizzava la cultura Dyirbal. Ad un parlante era completamente vietato parlare alla suocera, al figliastro, al figlio della sorella del padre o al figlio del fratello della madre e di avvicinarsi o guardare direttamente negli occhi queste persone. Inoltre, quando ci si trovava in un'area in cui si poteva essere uditi dai parenti su cui vigeva il tabù, era richiesta una forma linguistica complessa e particolare con essenzialmente gli stessi fonemi e la stessa grammatica, ma con un lessico che non aveva niente a che vedere con la lingua non-tabù. Questo fenomeno, definito comunemente lingua della suocera era comune nelle lingue indigene australiane. Esistette fino a circa il 1930, quando il sistema del tabù entrò in disuso.